# Zvezdara
Zvezdara (em cirílico:Звездара) é um município da Sérvia localizada no distrito de Belgrado. A sua população era de 132621 habitantes segundo o censo de 2002.